# Иоло Гох
Иоло Гох (валл. Iolo Goch; 1315—1402) — валлийский бард и придворный поэт Оуайна Глиндура. Обращался к теме трудной жизни простого землепашца, писал и хвалебные гимны правителям и воинам. Валлийская хвалебная поэзия могла адресоваться не только валлийцам, но и английским аристократам — например, стихотворения Иоло Гоха, посвящённые Эдуарду III и Роджеру Мортимеру.
Иоло Гоха отличало умение очень качественно писать стихи слогом, известным по валлийскому названию cywydd. Его творчество повлияло на Чосера и других авторов, черпавших вдохновение из валлийского наследия. Сочинения Иоло Гоха после долгого перерыва были изданы в XX веке.